# Kroatische Eishockeyliga 2002/03
Die Saison 2002/03 war die zwölfte Spielzeit der kroatischen Eishockeyliga, der höchsten kroatischen Eishockeyspielklasse. Meister wurde zum insgesamt achten Mal in der Vereinsgeschichte der KHL Medveščak Zagreb.

## Modus
In der Hauptrunde absolvierte jede der drei Mannschaften insgesamt zwölf Spiele. Alle drei Mannschaften qualifizierten sich für die Playoffs, in denen der Meister ausgespielt wurde. An diesen nahm zudem der beste Zweitligist teil. Für einen Sieg erhielt jede Mannschaft zwei Punkte, bei einem Unentschieden gab es einen Punkt und bei einer Niederlage null Punkte.

## Hauptrunde
|    | Klub                 | Sp | S  | U | N | Tore   | Punkte |
| -- | -------------------- | -- | -- | - | - | ------ | ------ |
| 1. | KHL Medveščak Zagreb | 12 | 10 | 0 | 2 | 206:46 | 20     |
| 2. | KHL Zagreb           | 12 | 10 | 0 | 2 | 146:28 | 20     |
| 3. | KHL Mladost Zagreb   | 12 | 3  | 0 | 9 | 38:142 | 6      |

Sp = Spiele, S = Siege, U = unentschieden, N = Niederlagen, OTS = Overtime-Siege, OTN = Overtime-Niederlage, SOS = Penalty-Siege, SON = Penalty-Niederlage

## Playoffs

### Halbfinale
- KHL Medveščak Zagreb – INA Sisak 2:0 (25:1, 7:1)
- KHL Zagreb – KHL Mladost Zagreb 2:0 (1:0, 1:0)

### Spiel um Platz 3
- KHL Mladost Zagreb – INA Sisak 3:0 (1:0, 5:0 Wertung, 9:1)

### Finale
- KHL Medveščak Zagreb – KHL Zagreb 3:2 (5:2, 3:4 n. V., 3:5, 3:2 n. P., 6:2)